# Роберто Аяла
Робе́рто Фабіа́н Ая́ла (ісп. Roberto Fabián Ayala; * 14 квітня 1973, Парана, Аргентина) — аргентинський футболіст, захисник, гравець клубу Реал Сарагоса, колишній капітан збірної Аргентини, олімпійський чемпіон.

## Виступи за збірну Аргентини
Дебютний матч за збірну провів 16 листопада 1994 проти збірної Чилі під керівництвом Даніеля Пассаралли.
Роберто Аяла грав за збірну під час Олімпіади 1996, де разом з командою здобув срібні нагороди, та Олімпіади 2004, ставши олімпійським чемпіоном. Він був учасником трьох чемпіонатів світу: 1998, 2002 та 2006. Під час останнього чемпіонату світу забив м'яч у ворота збірної Німеччини, а в серії післяматчевих пенальті не зміг переграти Єнса Леманна, також увійшов до складу символічної збірної чемпіонату.
30 травня 2006 гра проти Анголи стала сотою грою Аяли в футболці збірної Аргентини.
Роберто Аяла вважається одним із найкращих аргентинських захисників, він є рекордсменом за кількістю матчів за збірну, а 15 червня 2007 побив рекод Дієго Марадони, провівши 58-у гру за збірну як капітан.
17 липня 2007, після фінального матчу Копа Америки 2007 проти збірної Бразилії, під час якого він забив гол у власні ворота, Роберто Аяла оголосив про закінчення виступів за збірну.

### Голи за збірну
| # | Дата              | Місце                  | Суперник  | Рахунок        | Змагання                                     |
| - | ----------------- | ---------------------- | --------- | -------------- | -------------------------------------------- |
| 1 | 19 лютого 1998    | Мендоса, Аргентина     | Румунія   | 2:1            | Товариський матч                             |
| 2 | 7 вересня 1999    | Порту-Алегрі, Бразилія | Бразилія  | 2:4            | Товариський матч                             |
| 3 | 26 квітня 2000    | Маракайбо, Венесуела   | Венесуела | 4:0            | Кваліфікація Чемпіонату світу з футболу 2002 |
| 4 | 13 червня 2004    | Піура, Перу            | Уругвай   | 4:2            | Копа Америка 2004                            |
| 5 | 12 листопада 2005 | Женева, Швейцарія      | Англія    | 2:3            | Товариський матч                             |
| 6 | 16 листопада 2005 | Доха, Катар            | Катар     | 3:0            | Товариський матч                             |
| 7 | 30 червня 2006    | Берлін, Німеччина      | Німеччина | 1:1 (2:4 пен.) | Чемпіонат світу з футболу 2006               |

## Досягнення

### Збірна
- Олімпійський чемпіон: 2004
- Срібний олімпійський призер: 1996
- Переможець Панамериканських ігор: 1995
- Фіналіст Кубка конфедерацій 1995
- Срібний призер Кубка Америки: 2004, 2007

### Клубні досягнення

#### Рівер Плейт
- Чемпіон Аргентини 1994

#### Мілан
- Чемпіон Італії 1998/1999

#### Валенсія
- Чемпіон Іспанії: 2001/2002, 2003/2004
- Володар Кубка УЄФА: 2003/2004
- Володар Суперкубка УЄФА: 2004
- Фіналіст Ліги чемпіонів: 2000/2001

### Особисті
- Найкращий захисник європейського сезону 2000/2001 (за версією UEFA)
- Рекордсмен за кількістю матчів, проведених за збірну Аргентини.